# Manoelzinho (1940–2004)
Manoelzinho, właśc. Manoel José Dias (ur. 25 stycznia 1940 w Belo Horizonte – zm. maju 2004) – piłkarz brazylijski, występujący na pozycji napastnika.

## Kariera klubowa
Karierę piłkarską Manoelzinho rozpoczął we CR Flamengo w 1958 roku. W klubie z Rio de Janeiro grał w latach 1958–1961 i 1962. W barwach rubronegro rozegrał 48 spotkań, w których strzelił 33 bramki. W latach 1961 i 1963–1965 występował w Corinthians Paulista. W Corinthians rozegrał 110 meczów, w których strzelił 54 bramki.
W latach 1965–1966 był zawodnikiem Bangu AC. Z Bangu zdobył mistrzostwo stanu Rio de Janeiro – Campeonato Carioca w 1965 roku. W 1971 roku występował w São José EC.

## Kariera reprezentacyjna
W 1959 roku Manoelzinho uczestniczył w Igrzyskach Panamerykańskich, na których Brazylia zajęła drugie miejsce. Manoelzinho na turnieju w Chicago był rezerwowym i nie wystąpił w żadnym meczu.